# Самойлова, Юлия Павловна
Графиня Ю́лия Па́вловна Само́йлова (урождённая Па́лен; 1803 — 14 марта 1875, Париж) — русская аристократка, многолетняя покровительница и модель живописца Карла Брюллова.

## Биография

### Происхождение и первые годы
По материнской и отцовской линиям Самойлова была связана узами родства с семействами Паленов, Скавронских, князем Потёмкиным, итальянцами Литта и Висконти.
Мать Юлии, Мария Скавронская, обладала огромным состоянием, принадлежавшим роду Скавронских, родственников Екатерины I, и была последней носительницей этой фамилии. Она была падчерицей знаменитого государственного деятеля Джулио (Юлия Помпеевича) Литта, с которым её связывали нежные отношения, и в свете поговаривали о спорном отцовстве Юлии (чему итальянский тип её внешности давал почву). Все своё колоссальное состояние и художественные коллекции Литта (ум. 1839) разделил между Юлией, де-юре внучкой его жены Екатерины, и двумя внебрачными детьми. Самойлова носила прозвание «последней из Скавронских», как унаследовавшая колоссальное состояние деда.
Мария Павловна Скавронская и её сестра Екатерина были обе влюблены в молодого красавца графа Павла Палена, он же отдал предпочтение Марии. Но их браку воспротивились родные, влюблённые решили настоять на своём и обвенчались без согласия её родных. Марии пришлось оставить Петербург и привычную роскошную жизнь. Следуя за мужем и Изюмским гусарским полком, шефом которого был Павел Пален, она вела кочевую жизнь.
В одном из походов, в простой крестьянской избе, в 1803 году Мария Пален родила дочь. Девочку назвали Юлией, возможно в честь бабушки по отцу Юлианы Ивановны Пален (1751—1814), но, может быть, и в честь Юлия Литта. Вскоре Марии надоело жить по гарнизонам, отношения с мужем испортились и в 1804 году последовал развод.
Мария Пален с маленькой дочерью вернулась в родительский дом. Екатерина Васильевна и её муж Юлий Литта сердечно привязались к внучке. А у её отца и матери была своя жизнь. Павел Пален вскоре женился второй раз, потом, овдовев, в третий; от третьего брака он оставил сына и четырёх дочерей. Мария Пален в начале 1807 года вышла замуж за генерала А. П. Ожаровского, а потом уехала в Париж, обучаться музыке и пению.

### Первый брак
Будучи фрейлиной двора, 25 января 1825 года Юлия Павловна вышла замуж за 24-летнего графа Николая Александровича Самойлова, флигель-адъютанта императора, который приходился ей родственником, троюродным дядей. Самойлов был завидный жених: красавец, богач, весёлый и остроумный. Устройством этого брака занималась его мать графиня Екатерина Самойлова, она настаивала на том, чтобы сын женился на богатой графине Юлии Пален. Самойлов же был влюблён в другую — в Александру Римскую-Корсакову, ей потом увлекался Пушкин, её имя есть в Донжуанском списке поэта. Екатерина Самойлова не дала согласия на брак сына с Римской-Корсаковой, и он подчинился воле матери. К. Я. Булгаков писал брату 26 января 1825 года:
Вчера была свадьба Самойлова с графиней Пален. Богатая пара.
Венчание было в Казанском соборе, молодых благословил император Александр I и вдовствующая императрица Мария Фёдоровна, но брак оказался несчастливым. Супруги вскоре охладели друг к другу, их бурные ссоры были предметом бесконечных пересудов.
Граф Самойлов имел склонность к кутежам и игре.

В 1827 году супруги по взаимному соглашению разошлись, Самойлов вернул приданое и сохранил с Юлией весьма дружеские отношения. Современники считали виновницей случившегося Юлию Павловну. Одни говорили, что виной тому была её связь с французским послом графом Огюстом Ферроном де ла Ферроне, другие с Барантом-сыном. А. М. Тургенев же рассказывал об этом так:
Литта рекомендовал Самойловой А.Я.Мишковского для управления имениями. Мишковский вошёл в доверие графу Самойлову и сделался его сотоварищем в кутежах; в то время он приобрёл и милостивое расположение графини, что имело последствием развод супругов. Юлия Павловна дала Мишковскому заёмных писем на 800 тысяч рублей, Литта это опротестовал.
 Скандал был серьёзный, графиня Е. В. Литта одно время даже не принимала у себя внучку. Граф Юлий Литта сделал всё, чтобы смягчить гнев своей жены. Юлия Павловна старалась наладить отношения с мужем, но семейная жизнь не удавалась.

### Независимая жизнь и отношения с Брюлловым
После разрыва с мужем Юлия Павловна уехала в Италию, в Милане она вошла в местное высшее общество. Она старалась окружать себя людьми искусства. Среди её гостей были В.Беллини, Г. Доницетти, Дж. Россини и Д. Пачини. Она оказывала покровительство художникам и музыкантам, активно участвуя в культурной жизни страны. В частности, считается, что именно она оплатила клакёрам провал оперы В. Беллини «Норма» и успех оперы Дж. Пачини «Корсар».
В Риме в знаменитом салоне Зинаиды Волконской Юлия Павловна познакомилась с молодым художником Карлом Брюлловым. Между ними возникла не просто дружба. Летом они вместе путешествовали по Италии и бродили среди руин Помпеи, где и зародился замысел прославившей мастера картины. Благодаря Юлии Брюллов познакомился с людьми из высшего общества, он много и с увлечением рисовал свою возлюбленную.
В 1829 году умерла бабушка Юлии Павловны графиня Скавронская. Самойлова стала наследницей родовой усадьбы Скавронских Графской Славянки под Петербургом. Она решила её перестроить на современный лад и обратилась к
знаменитому петербургскому архитектору и живописцу-акварелисту — Александру Павловичу Брюллову. Летом 1831 года
А. П. Брюллов приступил к работам. Позднее он же построит ей дворец на Елагином острове.

После окончания строительства Юлия Павловна вернулась в Россию и обосновалась в Славянке. В 1835 году отец Пушкина ездил осматривать Славянку и остался в восхищении:
Это сокровище; невозможно представить себе ничего более элегантного в смысле мебелей и всевозможных украшений. Все ходят смотреть это, точно в Эрмитаж. Ванная комната её вся розовая, и волшебством цветного стекла, заменяющего окно, все там кажутся светло-розовыми, и сад, и Небо чрез это стекло приобретает бесподобную окраску, а воздух кажется воспламененным. Говорят, это напоминает Небо Италии, — признаюсь, у меня от него заболели глаза, и когда я оттуда вышел, мне всё, в течение трёх или четырёх минут, представлялось зелёным.

В Славянке царила весёлая и непринуждённая атмосфера, звучала музыка, стихи, гости говорили и спорили на любые темы, что не нравилось Николаю I. Графиня Юлия Павловна держала себя предельно независимо. Своим экстравагантным образом жизни и поведением она шокировала петербургское общество. О. С. Павлищева писала мужу в Варшаву:
Проезжала ли через Варшаву графиня Самойлова? Вытворяла ли она свои фокусы, то есть уселась ли на облучке вместе с кучером, с трубкой во рту и в мужской шляпе на своей завитой и растрепанной голове? Она презабавная и, я думаю, немного не в себе.

В другом своём письме к мужу от сентября 1835 года О. С. Павлищева описывала праздник, устроенный на потеху кавалергардам Юлией Самойловой. Она устроила состязание между своими крестьянками, какая первой вскарабкается на высокий шест, к верхушке которого привязали подарки, той эти призы и достанутся:
Недавно она вздумала устроить деревенский праздник в своей Славянке, наподобие праздника в Белом Доме Поль де Кока; поставили шест с призами — на нем висел сарафан и повойник: представьте себе, что приз получила баба 45 лет, толстая и некрасивая! Это очень развлекло графиню, как вы можете представить, и все её общество, но муж героини поколотил её и все побросал в костёр. Тогда графиня велела дать ей другой и приказала носить его как награду за ловкость. Говорят, что офицеры, которые явились без позволения на этот праздник, назавтра были под арестом. Графиня Самойлова прекрасно себя чувствует и очень весела. У неё живет юная итальянка, которой она даёт миллион — ей всего четырнадцать лет.
Шумные собрания в Славянке стали вызывать раздражение у императора. Графине Самойловой дали это понять, Николай I разрешил ей удалиться, при условии не появляться ни в Москве, ни в Петербурге. Юлия Павловна снова уехала в Италию.
Смерть графа Литта в 1839 году заставила её вернуться в Петербург на какое-то время, чтобы вступить в права наследства. Она стала хозяйкой дворцов и вилл, принадлежавших роду Висконти и Литта. В этот приезд она снова встретилась с Карлом Брюлловым. Он в конце 1835 года, когда Самойлова уже уехала в Милан, по предписанию императора возвратился в Россию и занял должность профессора Академии художеств Санкт-Петербурга, начав преподавательскую деятельность. В 1839 году художник женился на Эмилии Тимм, но через два месяца развёлся. Юлия Павловна взяла под свою опеку опального Карла Брюллова, чей развод с женой вызвал неудовольствие общества.
В это же время друзья и родные Юлии Павловны пытались помирить её с супругом, но 23 июля 1842 года, за несколько дней до встречи с женой, Николай Самойлов неожиданно умер.
После смерти мужа графиня Самойлова окончательно покинула Россию и поселилась в Италии. Карл Брюллов последовал за ней. Художник подолгу жил у графини на её вилле в Ломбардии. Графиня также владела имением в Груссе (Франция), палаццо в Милане и дворцом на озере Комо. Фрагменты переписки между влюблёнными сохранились и свидетельствуют о глубоком чувстве.
У графини Самойловой было две приёмные дочери — младшая Амацилия Пачини (род. в 1828) и старшая Джованина Пачини, дети обедневшего миланского певца и композитора Джованни Пачини, автора оперы «Последний день Помпеи», произведшей впечатление на Брюллова. Упоминают, что графиня Самойлова, не ограничивавшая себя ничем, была одной из любовниц композитора — также как и Полина Боргезе, сестра Наполеона. Когда Самойлова взяла Амацилию на воспитание — неизвестно, но, судя по картине «Всадница», написанной в 1832 году, уже четырёхлетней она жила у неё. Вопрос с этими двумя девочками до конца не прояснён, документы свидетельствуют, что у композитора была на самом деле только одна дочь. Существует версия, что настоящее имя второй девочки, Джованнины — Кармине Бертолотти и она является внебрачной дочерью Клементины Перри, сестры второго мужа Самойловой.

### Поздние годы
В 1845 году Юлия Павловна приняла решение расстаться с Брюлловым и порывает с ним. В 1846 году она вышла замуж за молодого итальянского тенора Пери, отличавшегося необыкновенной красотой. Выйдя замуж, Юлия Павловна лишилась подданства Российской империи. Она продала Графскую Славянку и иное имущество. Новое семейное счастье было недолгим, синьор Пери умер в том же году в Венеции от чахотки, его тело перевезли в Париж и похоронили на кладбище Пер-Лашез.

Очевидцы, видевшие её в этот период жизни, рассказывали, что вдовий траур очень шёл к ней, подчеркивая её красоту, но использовала она его весьма оригинально. На длиннейший шлейф траурного платья Самойлова сажала детвору, словно на телегу, а сама, как здоровущая лошадь, катала хохочущих от восторга детей по зеркальным паркетам своих дворцов.— В. Пикуль. «Удаляющаяся с бала»
Потеря графского титула очень огорчала Юлию Павловну. Живя в имении Груссе под Парижем и располагая большими средствами, она в 1863 году опять вышла замуж — за разорившегося французского графа, дипломата Шарля де Морнэ. Он был немногим старше Юлии Павловны, ей было 60 лет, ему — 66. Но почти сразу после свадьбы супруги разъехались, получив титул мужа, Юлия Павловна ежегодно выплачивала ему огромное содержание, что негативно отразилось на её состоянии. К концу жизни она потеряла практически всё.
Приёмные дочери, выданные замуж, через суд взыскивали у графини обещанные деньги и имущество.
Умерла Юлия Павловна от воспаления в груди 14 марта 1875 года в Париже и по завещанию была похоронена на кладбище Пер-Лашез, вместе со вторым мужем.

## След в культуре
- В картине «Последний день Помпеи» Брюллов написал её четыре раза: женщина с кувшином на голове в левой части полотна; разбившаяся насмерть женщина в центре; мать, привлекающая к себе дочерей, в левом углу картины; женщина, закрывающая детей, и спасающая вместе с мужем. Сохранилось два парадных портрета графини, созданных им, предполагают, что их было больше, но они утрачены.
- Ещё один портрет графини оставил Петр Басин, Русский музей.

## Галерея
- Акварель К. Брюллова.
1830-е.
- Акварель Д. Босси.
1835.
- К. Брюллов
«Всадница» — портрет приемных дочерей графини.
1832, ГТГ.
- К. Брюллов
«Портрет графини Ю. П. Самойловой, удаляющейся с бала у персидского посланника (с приёмной дочерью Амацилией)».
1842, ГРМ.
- К. Брюллов
«Последний день Помпеи».
1833, ГРМ.
- Фрагмент. Мать с двумя детьми.
- Вильгельм Рихтер
«Портрет графини Ю. П. Самойловой с австрийскими гусарами».
1855, Музей Хиллвуд.